# Joachim Kuettner
Pour les articles homonymes, voir Kuttner.
Joachim Kuettner (ou Küttner) (21 septembre 1909, 24 février 2011), était un météorologue allemand, naturalisé américain après la Seconde Guerre mondiale, spécialisé dans l’aéronautique, l’astronautique, la météorologie de la montagne et la circulation atmosphérique. Il attribuait son intérêt soutenu pour les recherches concernant l'atmosphère par deux traits de caractère : la curiosité et le goût de l'aventure. « Si vous conservez ces deux magnifiques afflictions au cours de votre vie, vous ne cesserez jamais d'explorer l'atmosphère ».

## Jeunesse
Joachim Kuettner est né et passa ses jeunes années à Breslau qui était alors une ville allemande (maintenant située en Pologne). Il mit de côté son intérêt pour la météorologie en obtenant le grade de docteur en droit et économie à l'âge de 21 ans. Il officia dans de petits tribunaux; tout en gardant un vif intérêt sur les nuages et autres phénomènes météorologiques. Alors que la situation politico-économique en Allemagne se dégradait pendant les années 1930, il entreprit une seconde thèse de doctorat en météorologie. Lors de son travail de recherche, il déploya 25 planeurs instrumentés pour effectuer des mesures au sein d'ondes orographiques engendrées en aval des montagnes; ce phénomène venant juste d'être découvert. Il battit aussi un record d'altitude en s'élevant jusqu'à 6 800 mètres d'altitude et ce sans oxygène. Ses pieds devinrent insensibles et ses doigts devinrent bleus ce dû à un manque d'oxygène.

## Carrière en météorologie
Küttner testa le plus grand avion du monde, appelé Messerschmitt Me 323 Gigant au cours de la Seconde Guerre mondiale. Il échappa de peu à la mort lorsque son avion se désintégra en vol; son parachute ne s'ouvrit qu'à 200 m au-dessus du sol. Après la guerre, il déclara qu'il voulait se rendre au sommet d'une montagne et rester seul. Il passa 3 années à étudier les phénomènes atmosphériques y compris les phénomènes électriques associés aux orages. Il effectua ces recherches à l'observatoire du Zugspitze qui est le point culminant de l'Allemagne situé sur la frontière avec l'Autriche,.
Au début des années 1950, Küttner se rendit aux États-Unis où il fut naturalisé. Il rejoignit le Sierra Wave Project en tant que directeur scientifique opérationnel. Plus tard alors que programme spatial des États-Unis suivait son cours, Küttner devint directeur du projet Mercury,
au Marshall Space Flight Center de la NASA; ce programme culmina en 1961 en envoyant le premier américain dans l'espace qui fut Alan Shepard, Küttner fut aussi chargé de l'intégration des différents systèmes au début du projet Appollo.
Küttner coordonna plusieurs études internationales sur le terrain concernant les sciences de l'atmosphère. En particulier il participa au célèbre programme global de recherche atmosphérique (en anglais Global Atmospheric Research Program ou GATE) concernant l'océan Atlantique tropical; en 1974, plus de 70 États étaient impliqués dans cette recherche. Il participa aussi à un projet de recherche sur la Mousson (MOMEX) et aussi à l'étude de l'océan Pacifique équatorial central (CEPEX).
Dans les années 1980, Küttner fut basé au National Center for Atmospheric Research où il faisait partie du personnel de la société 
University Corporation for Atmospheric Research chargée de la gestion du centre de recherche en question. La National Science Foundation 
l'a honoré en 1994 pour ses travaux.
Peu après sa mort en 2011, la République fédérale allemande lui a remis à titre posthume la croix d'officier de l'ordre du mérite de la RFA qui est l'une des plus hautes distinctions civiles.